# Joseph Warren
Joseph Warren (Londres, 1804 - 1881) fou un compositor, organista i musicògraf anglès.
Durant molts anys fou organista de Santa Maria de Chelsea, per la que va compondre diverses misses notables. Va escriure les obres didàctiques: Hints to Young composers; Hints to Young Organists; Guide to singers, i d'altres similars.
També compilà un Biographical Dictionary of Deceasend Musicians, editat el 1848.